# Barend Bluf
Barend Bluf (1953-1959) was een Nederlands radioprogramma voor kinderen dat zeven jaar lang werd uitgezonden door de VARA. Het was bedacht en werd gemaakt door kinderliedschrijver Benny Vreden. De kinderliedjes werden gezongen door een koortje van vier meisjes en de doelgroep van het programma waren kinderen van 4 tot 12 jaar oud.

## Geschiedenis en achtergrond
De uitzending draaide om het jongetje Barend Bluf, dat onverstandig is en alles fout doet. Hij snoept te veel, is slordig en onvoorzichtig, poets z'n tanden niet vaak genoeg en gaat te laat naar bed. Het domme ventje toont de kinderen hoe het niet moet. De liedjes zijn vervolgens opvoedkundig en behandelen goed gedrag, bijvoorbeeld: Poets je tanden; Doe het dopje op de tube van de tandpasta; Ga op tijd naar bed; Maak je huiswerk; en Wees altijd goed voor dieren. Jonge luisteraartjes droegen zelf ideeën aan voor mogelijke nieuwe onderwerpen in de honderden brieven die Vreden maandelijks ontving als reactie op het kinderprogramma.
In 1955 maakte Benny Vreden de toneelvoorstelling De droom van Barend Bluf, waarin een groot aantal van de kinderliedjes gezongen werd (met pianobegeleiding van Vreden). Het onverstandige jongetje werd gespeeld door actrice Kitty Knappert. Naast Benny Vreden speelden ook Piet Ekel en Joekie van der Valk mee.
Er verschenen in de jaren 1950 meerdere lp's met de kinderliedjes uit het radioprogramma, waaronder Barend Bluf 1 en 2 en Muzikale speeltuin - Barend Bluf. De ondertitel luidde: "Liedjes voor de jeugd met een tikje deugd".
De beginregels van het liedje Barend Bluf luidden:
Barend Bluf, Barend Bluf

Waarom doe je toch zo oliedom?

Barend Bluf, Barend Bluf

Waarom doe je toch zo suf?

## Lijst van liedjes uit het radioprogramma Barend Bluf
Deze lijst is onvolledig. De kinderliedjes zijn geschreven door Benny Vreden. Ze zijn tussen 1953 en 1959 op de radio uitgezonden en later op elpee verschenen.
- Barend Bluf
- Bederf je ogen niet
- De dokter, die weet alles
- De natuur is geen vuilnisbak
- De politie is m'n beste kameraad
- Denk om de vogels
- Doe het dopje op de tube van de tandpasta
- 'Eten
- Ga op tijd naar bed
- Hou van de natuur
- Klikken
- Maak je huiswerk
- Mijn fiets
- Mopper toch niet zo
- Nieuwsgierig zijn
- Pas op voor electriciteit
- Poets je tanden
- Schaatsen rijden
- Snoepen
- Sparen
- Veilig verkeer
- Wassen
- Wees altijd goed voor dieren
- Wie?
- Zeg, wat zullen we spelen